# 根来源之
根来 源之（ねごろ もとゆき、1875年（明治8年）6月14日 - 1939年（昭和14年）4月18日）は、日系アメリカ人の労働運動者である。

## 経歴・人物
和歌山県池田村（後の打田町、現在の紀の川市）に生まれる。福沢塾（慶応義塾大学）出身の本多和一郎の門人となり彼が建てた共修学舎で学び、卒業後法学を学ぶために渡米した。カリフォルニア大学に入学し、苦労を重ねながらも法学博士を取得しハワイのホノルルにて法律事務所を開設する。
その後は、日本人のハワイ移民による労働の改善のために1905年に革新同志会を創設し、ホノルル日本国総領事の更迭に貢献した。1908年には人種差別問題による賃金改善の目的で同地で活動る耕地労働者のために、翌1909年までにハワイ移民約7000人の大規模なストライキを起こし首謀者として指導し、後に逮捕され投獄された。